# Lea Stojanov
Lea Stojanov, född 11 maj 2001, är en svensk barnskådespelare med serbiskt ursprung.

## Filmografi[2]
- 2010 – Snabba Cash – Lovisa
- 2010 – Dockäventyren – Anna
- 2010 – Små barn, stora ord – elev i klassen
- 2011 – Paraplyresan (tv-film) – storasyster
- 2012 – Snabba Cash II – Lovisa
- 2012 – Pojktanten – flicka
- 2012 – Liv, lust & längtan – Karin som ung
- 2012 – Fittbacka - ett jävla ungdomshem – Fanny som barn
- 2012 – Odjuret (tv-film) – Marie Stefansson
- 2012 – Sam tar över (tv-serie) – Linda
- 2013 – Biciklo - Supercykeln – Jasmina
- 2014 – Krakel Spektakel – Annabell Olsson
- 2014 – Piratskattens hemlighet (TV-serie och SVT:s julkalender) – Bianca
- 2015 –  Lassie (TV-serie för barn) – Röst till Moa
- 2017 –  Syrror – Felicia (1 avsnitt)